# Petr Čichoň
Petr Čichoň (* 23. června 1969 Ostrava) je český básník a spisovatel.

## Život
Působil jako redaktor v nakladatelstvích Votobia, Host a Vetus Via. Od roku 1998 vede vlastní architektonický ateliér. Mezi jeho romány patří Slezský román (Host, 2011) a Lanovka nad Landekem (Host, 2020; audiokniha Čtimi, 2021; polsky Kolejka nad Landiekem, Silesia Progress, 2023). Za Slezský román byl nominován na Cenu Josefa Škvoreckého v roce 2012.
Čichoň je autorem básnických sbírek, např. Chilia (Host, 1995), Villa diabolica (Host, 1998; s CD), Pruské balady / Preussische Balladen (Host/Vltavín, 2006; s CD), za kterou byl nominován na Drážďanskou cenu lyriky v roce 2004, a Borderline Frau (Větrné mlýny, 2021; s vinylovou deskou 7").

## Tvorba
Tvorba Petra Čichoně je silně ovlivněna jeho rodným krajem, Slezskem a Hlučínskem, což se odráží v jeho poezii a próze. Věnuje se tématům regionální identity, paměti a vztahu k místu. Jeho dílo bylo přeloženo do angličtiny, němčiny, maďarštiny, ukrajinštiny a polštiny.